# Radio Navigation System MFD
Das Radio Navigation System MFD, kurz MFD, ist ein Kfz-Navigationsgerät, das unter anderem von VW, Seat, Škoda und Ford verbaut wird. Es basiert auf der Technik, die auch in den Blaupunkt-Geräten der Serie TravelPilot bzw. TravelPilot DX zur Anwendung kommt. Jedoch wird es wie ein Autoradio eingebaut, der Monitor befindet sich also in derselben Einheit wie das Radioteil und das CD-Laufwerk.

## Technisches
MFD ist ein Kfz-Navigationssystem mit einem 5 Zoll großen Farbbildschirm und integriertem Radioempfangsteil. Das Gerät ist höher als gewöhnliche Autoradios (2 DIN). Das CD-Laufwerk ist nicht in der Lage, Musik-CDs zu lesen, obwohl das technisch ohne weiteres möglich wäre, wenn die Kartendaten nach Berechnung der Route in einen ausreichend großen Arbeitsspeicher übertragen würden. Das Abspielen von Musik-CDs ist daher nur über einen optional anschließbaren CD-Wechsler oder einen Line-In Adapter von einer beliebigen Musikquelle möglich.
Von den Geräten gibt es die fünf Generationen A, B, C, D und G. Von der Generation hängt dabei ab, welche Karten-CDs das Gerät verarbeiten kann. Anhand der Endziffer der Teilenummer kann erkannt werden, um welche Variante es sich handelt. Eine Unterscheidung findet man auch im Softwaremenü. Dazu am MFD die Zahlentasten 3 & 6 gleichzeitig drücken und unter "NAV HW" nachsehen: 102 bedeutet A oder B, 1001 ist C und 1002 ist D.
MFD kann in der Regel keine TMC-Signale verarbeiten, die Geräte der Generation C, D und G können jedoch dahingehend über eine externe TMC-Box nachgerüstet werden.
Inzwischen sind Nachfolgegeräte auf dem Markt, die mit einem DVD-Laufwerk arbeiten, TMC-Empfang fest eingebaut haben und einen 6,5"-Zoll Bildschirm besitzen. Auf die zugehörige Karten-DVD passen alle für Europa bisher verfügbaren Daten, so dass grenzüberschreitende und hausnummergenaue Navigation ohne CD/DVD-Wechsel möglich ist. Die Hardware-Ausstattung dieser neuen Geräte hinkt bezüglich Rechenleistung und Grafik dem aktuellen Stand der meisten tragbaren GPS-Empfänger weit hinterher. Infolgedessen ist bei aktuellen Mobilgeräten die Darstellung der bewegten Karte auf dem Display (Moving Map) oft wesentlich flüssiger, obwohl diese meist wesentlich weniger Energie verbrauchen.

## Karten
Die Karten-CDs werden von der Firma Tele Atlas hergestellt und sowohl dieser als auch von Blaupunkt vertrieben. Lediglich für Frankreich wurden zwischenzeitlich von der Firma Navteq CDs hergestellt, die dann nur über Blaupunkt erhältlich waren.
Die CDs enthalten in der Regel das Kartenmaterial eines Landes, in einigen Fällen werden auch mehrere Staaten zu einer CD zusammengefasst. Für die grenzüberschreitende Navigation sind spezielle Europa-CDs verfügbar, die Autobahnen und wichtige Bundesstraßen aller digitalisierten Staaten enthalten.
Auf die DVD für die neuere Gerätegeneration passen hingegen auch die detaillierten Feindaten aller bisher erfassten Staaten, wobei sich die Detaildichte zwischen den Ländern noch deutlich unterscheiden (v. a. Ost- und Südosteuropa).
MFD-Geräte der Generation A und B benötigen dabei die "non-DX"-Variante, Geräte der Generation C, D oder G benötigen die "DX"-Variante.

## Anschlüsse
An ein MFD können mehrere optionale Geräte angeschlossen werden, z. B. ein TV-Tuner, Freisprecheinrichtung, CD-Wechsler und Multifunktionslenkrad.

## FIS-Tacho
Optional kann das MFD auch an einen FIS-Tacho angeschlossen werden. Das erhöht die Fahrsicherheit, da der Fahrer die Richtungspfeile direkt auf dem Tacho in der Mitte sehen kann und nicht seitlich auf das Navigationssystem blicken muss.
Die Kommunikation findet dabei über einen Drei-Leiter-Bus statt, der das MFD mit dem Kombiinstrument verbindet. Eine Ausnahme bildet Version G, bei der der geeignete Tacho das Signal über die TMC-Box per Comfort-CAN-Bus erhält.